# 郝懿行
郝 懿行（かく いこう、1757年 - 1825年）は、中国清代の儒臣・学者・随筆家。字は恂九、蘭皋と号する。

## 生涯
山東省登州府棲霞県の出身。幼少の時からぼんやりしていたため「模糊」と呼ばれるほどだった。乾隆51年（1786年）に国子監に入学し、嘉慶4年（1799年）にようやく科挙に及第し、進士となる。最初は戸部主事に任命され、朴訥で口数は少なく俸給はほとんど書物を買うのに使い、深夜まで執筆するという生活を続けた。王照圓（字は婉佺、山東省登州府福山県の出身）を妻とし、この人も経史に詳しかったので、当時「交郵の王父子（王念孫・王引之）、棲霞の郝夫婦」とその学問を並び称される。嘉慶25年（1820年）に江南司主事に任命され、道光帝のときに在職中に没する。享年69。その死後、家は相変わらず貧しく、「夫人は原籍に帰らんと欲して能わず、京邸（北京の自宅）に羈留し、依る所を知らず」という。

## 著作
『郝氏遺書』に著作はまとめられている。名物訓詁の学に優れ、中でも『爾雅義疏』19巻にもっとも心血を注いだ。その他の著述として、
- 『易説』12巻
- 『書説』2巻
- 『鄭氏礼記箋』
- 『春秋説略』12巻
- 『春秋比』
- 『山海経箋疏』18巻
- 『竹書紀年校正』14巻
- 『晋宋書故』
- 『荀子補注』
- 『記海錯』
- 『燕子春秋』
- 『蜂衙小説』
- 『補晋書刑法志』
- 『食貨志』
- 『曬書堂詩鈔』2巻
- 『曬書堂文集』12巻

などがある。随筆を集めた『曬書堂筆録』は、周作人の愛読書であり「文章は達意で好ましく、この人の文章学識ともに欽慕するところ」と絶賛している。さらに『爾雅』の註について、「その精審さにおいて邢昺・邵晋涵を凌いでいる」とも評した。
なお、邦訳としては松枝茂夫・訳『模糊集』（生活社、日本叢書16、昭和20年）があり、同氏の抄訳が歴代随筆集に納められている。